# Фойц, Беат
Бе́ат Фойц (нем. Beat Feuz, род. 11 февраля 1987, Шангнау) — швейцарский горнолыжник, олимпийский чемпион 2022 года в скоростном спуске, чемпион мира 2017 года в скоростном спуске, 4-кратный обладатель Малого хрустального глобуса в зачёте скоростного спуска, многократный победитель этапов Кубка мира, трёхкратный чемпион мира 2007 года среди юниоров. Наиболее успешно выступал в скоростных дисциплинах.

## Карьера

### Начало карьеры
В феврале 2005 года в Италии 18-летний Беат выиграл бронзу юниорского чемпионата мира в слаломе. В 2006 году на юниорском чемпионате мира дважды был четвёртым — в скоростном спуске и супергиганте. На следующий год в марте на юниорском чемпионате мира в Австрии Фойц стал главным героем: он выиграл золото в скоростном спуске, суперигиганте и комбинации, а также стал третьим в слаломе.
В Кубке мира дебютировал 10 декабря 2006 года в суперкомбинации в австрийском Райтеральме, где занял 33-е место. Следующий раз выступил в Кубке мира 14 марта 2007 года на финальном этапе в Ленцерхайде (через несколько дней после своего триумфального выступления на юниорском чемпионате мира), где и набрал свои первые очки: Беат стал 14-м в скоростном спуске.
Сезоны 2007/08 и 2008/09 Беат был вынужден полностью пропустить из-за разрыва связок левого колена. Вернулся на трассы лишь осенью 2009 года. С сезона 2009/10 начал регулярно выступать в Кубке мира и набирать очки. Не сумел из-за последствий травмы отобраться в национальную сборную Швейцарии на Олимпийские игры 2010 года в Ванкувере. В марте 2010 года Фойц стал чемпионом Швейцарии в супергиганте.
В мировую элиту Фойц сумел войти в начале 2011 года: в Гармиш-Партенкирхене он впервые в карьере выступил на чемпионате мире, заняв 9-е место в скоростном спуске и не сумев финишировать в суперкомибнации. 11 марта 2011 года в норвежском Квитфьелле по итогам скоростного спуска сумел впервые в карьере подняться на пьедестал почёта на этапе Кубка мира, при этом Беат выиграл этап, на 0,06 сек опередив Эрика Гэя и на 0,11 сек — Михаэля Вальххофера. На следующий день там же в Квитфьелле занял третье место в скоростном спуске (после Вальххофера и Клауса Крёлля). По итогам сезона 2010/11 Фойц занял 22-е место в общем зачёте Кубка мира и 7-е место в зачёте скоростного спуска.

### Сезон 2011/12
В сезоне 2011/12 Беат с самого начала показывал впечатляющие результаты в скоростном спуске, супергиганте и комбинации: 1 призовой подиум в ноябре, 3 подиума в декабре, ещё 3 подиума в январе. 16 декабря Фойц выиграл супергигант в Валь-Гардене, 14 января победил в скоростном спуске в Венгене, а 11 февраля, в свой 25-й день рождения, выиграл первый в истории этап Кубка мира на территории России, победив в скоростном спуске на трассе в Красной Поляне. На следующий день стал вторым в суперкомбинации в Красной Поляне.
Фойц лидировал в общем зачёте Кубка мира вплоть до последнего этапа в Шладминге, где он в первой гонке даже упрочил своё лидерство, став вторым в скоростном спуске. Однако неудачное выступление в супергиганте, когда Беат сошёл с трассы, позволило его главному конкуренту австрийцу Марселю Хиршеру приблизиться вплотную (Хиршер неожиданно сумел занять третье место в «непрофильном» для себя виде). После этого Марсель победил в гигантском слаломе и опередил Фойца в общем зачёте. В самой последней гонке сезона — слаломе — швейцарец решил не выступать (Фойц за всю карьеру не набрал ни одного очка в слаломе в Кубке мира), и Хиршер завоевал Кубок мира в общем зачёте. Фойц же стал вторым, что следует признать настоящим прорывом для него, так ранее его лучшим итоговым местом в Кубке мира было лишь 22-е. Кроме того, Беат стал вторым в зачётах скоростного спуска и комбинации, а также третьим в зачёте супергиганта.
В ноябре 2012 года стало известно, что из-за очередной травмы левого колена Фойц будет вынужден полностью пропустить сезон 2012/13, включая чемпионат мира 2013 года в Шладминге.

### Сезоны 2013/14 — 2015/16
Фойц вернулся на трассы Кубка мира в конце ноября 2013 года. В канадском Лейк-Луизе Беат стал 30-м в скоростном спуске и 14-м в супергиганте. 6 декабря швейцарец занял шестое место в скоростном спуске в Бивер-Крике. 18 января 2014 года Фойц стал 10-м в скоростном спуске в Венгене. Фойц сумел отобраться в состав сборной Швейцарии на свои дебютные Олимпийские игры в Сочи в скоростном спуске, супергиганте и комбинации. 9 февраля 2014 года Фойц занял 13-е место в скоростном спуске на Играх в Сочи. 14 февраля Фойц занял 15-е место в комбинации, а спустя два дня стал 27-м в супергиганте. По итогам сезона Беат занял скромное 50-е место в общем зачёте Кубка мира.
5 декабря 2014 года Фойц впервые с марта 2012 года поднялся на подиум этапа Кубка мира: он стал вторым в скоростном спуске в Бивер-Крике, уступив только Хьетилю Янсруду. 18 января 2015 года Беат ещё раз стал вторым в скоростном спуске на этапе Кубка мира в Венгене, проиграв Ханнесу Райхельту. 7 февраля 2015 года Фойц завоевал свою первую в карьере медаль чемпионата мира, став третьим в скоростном спуске после Патрика Кюнга и Трэвиса Ганонга. По итогам сезона Фойц занял 19-е место в общем зачёте Кубка мира и 7-е место в зачёте скоростного спуска. В марте 2015 года Фойц занял второе место в скоростном спуске на чемпионате Швейцарии, уступив Мауро Кавизелю.
В начале сентября 2015 года стало известно, что Фойц получил травму ноги на сборе в Чили, из-за чего был вынужден пропустить начало сезона 2015/16. Беат вернулся на трассы Кубка мира в середине января в Венгене, где стал 11-м в скоростном спуске. Уже 23 января 2016 года швейцарец стал вторым в скоростном спуске в Кицбюэле (0,37 сек проигрыша Петеру Филлу). Фойц был в тройке лучших в скоростном спуске в Гармиш-Партенкирхене (30 января) и Шамони (20 февраля). На финальном этапе Кубка мира в Санкт-Морице в середине марта Фойц выиграл и скоростной спуск, и супергигант. Для швейцарца эти победы стали первыми в Кубке мира за 4 с лишним года. В общем зачёте по итогам сезона Беат занял 13-е место и пятое место в зачёте скоростного спуска.

### Сезон 2016/17
Начало сезона 2016/17 сложилось для Фойца не очень успешно, но в начале 2017 года швейцарец набрал форму. 20 января Беат стал третьим в супергиганте в Кицбюэле (после Маттиаса Майера и Кристофа Иннерхофера), а спустя неделю стал третьим в скоростном спуске в Гармиш-Партенкирхене.
Перед домашним чемпионатом мира 2017 года в Санкт-Морице Фойц рассматривался как один из претендентов на награды в скоростных дисциплинах. 8 февраля Фойц стал только 12-м в супергиганте на чемпионате мира, отстав от чемпиона Эрика Гэя на 1,13 сек. Скоростной спуск был запланирован на 11 февраля, день 30-летия Фойца, однако из-за тумана старт был перенесён на следующий день. Фойц стартовал 13-м и показал лучший результат, опередив Эрика Гэя и Макса Франца. Беат впервые в карьере стал чемпионом мира. После чемпионата мира Фойц в конце февраля стал третьим в скоростном спуске на этапе в норвежском Квитфьелле. По итогам сезона швейцарец занял 11-е место в общем зачёте и 4-е место в зачёте скоростного спуска. В начале апреля 2017 года Фойц занял второе место в скоростном спуске на чемпионате Швейцарии в Давосе, уступив австрийцу Кристоферу Ноймайеру.

### Сезон 2017/18
С начала сезона 2017/18 Фойц стал показывать отличные результаты в скоростном спуске. В конце ноября Беат выиграл этап в канадском Лейк-Луизе (первая в карьере победа за пределами Европы), а в январе победил в Венгене и Гармиш-Партенкирхене. Победа в Германии стала для Беата 10-й в карьере на этапах Кубка мира. Кроме того Фойц стал вторым на этапах в Бивер-Крике и Кицбюэле.
Перед Олимпийскими играми 2018 года в Республике Корея Беат был фаворитом в скоростном спуске, а также рассматривался как возможный призёр в супергиганте. 15 февраля 2018 года на Играх в Пхёнчхане 31-летний Фойц завоевал свою первую олимпийскую медаль, он стал третьим в скоростном спуске, проиграв только норвежцам Хьетилю Янсруду и Акселю Лунду Свиндалю. На следующий день Беат стал серебряным призёром в супергиганте, уступив 0,13 сек австрийцу Маттиасу Майеру. Фойц стал первым в истории швейцарцем, который сумел завоевать награды на одних Олимпийских играх и в скоростном спуске, и в супергиганте (на разных Играх это удавалось ранее только Микеле Фиджини в 1984 и 1988 годах).
После Олимпийских игр Фойц ещё трижды поднимался на подиум этапов Кубка мира в Норвегии и Швеции. В итоге Фойц впервые в карьере выиграл зачёт скоростного спуска, набрав 682 очка, опередив на 70 очков Акселя Лунда Свиндаля. В общем зачёте Кубка мира Фойц стал пятым, лучшим среди швейцарцев, набрав 856 очков.

### Сезон 2018/19

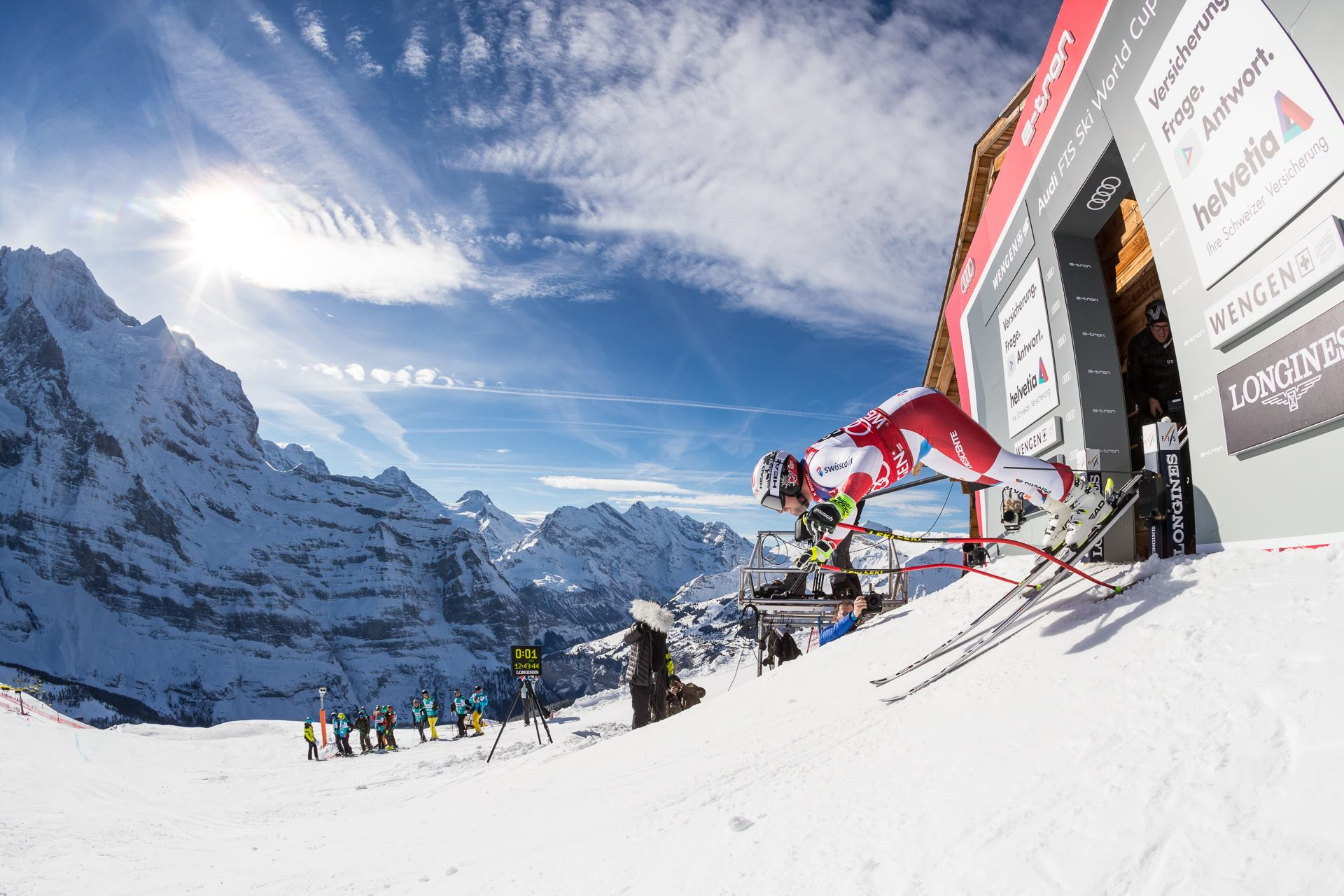
Фойц на старте трассы в Венгене

30 ноября 2018 года Фойц победил в скоростном спуске в американском Бивер-Крике, всего на 0,07 сек опередив Мауро Кавизеля. До конца сезона Фойц ещё семь раз поднимался на подиум этапов Кубка мира (шесть раз в скоростном спуске и один раз в супергиганте), но больше не одержал ни одной победы. Однако второй год подряд Фойц выиграл зачёт скоростного спуска, на 20 очков опередив Доминика Париса. В общем зачёте Фойц стал шестым, набрав 722 очка, вновь став лидером сборной Швейцарии (Мауро Кавизель отстал на 26 очков).
На чемпионате мира 2019 года в шведском Оре Фойц был близок к третьей подряд медали в скоростном спуске, который состоялся 9 февраля. Однако как и на Олимпийских играх 2018 года швейцарца опередили норвежцы Янсруд и Свиндаль, а также австриец Винцент Крихмайр. В супергиганте Фойц выступил неудачно, показав только 18-е время.

### Сезон 2019/20
В сезоне 2019/20 Фойц вновь был лидером Кубка мира в скоростном спуске, до приостановки сезона в марте он успел выиграть два этапа (Бивер-Крик в декабре и Венген в январе) и ещё пять раз занимал второе или третье место. В итоге Фойц третий раз подряд выиграл зачёт скоростного спуска в Кубке мира, ставший вторым Томас Дрессен отстал на 200 с лишним очков. В общем зачёте Беат второй сезон подряд стал шестым, вновь лучшим среди швейцарцев.

### Сезон 2020/21
22 и 24 января 2021 года впервые сумел выиграть этап Кубка мира на территории Австрии: Беат дважды победил в скоростном спуске на трассе в Кицбюэле.
На чемпионате мира в Кортине-д’Ампеццо занял 10-е место в супергиганте, а затем завоевал бронзу в скоростном спуске, уступив Винценту Крихмайру и Андреасу Зандеру. Фойц стал шестым горнолыжником в истории, кто выиграл три медали в скоростном спуске на чемпионатах мира.
По итогам сезона Фойц четвёртый раз подряд завоевал малый Хрустальный глобус в зачёте скоростного спуска, набрав 486 очков и на 68 очков опередив Маттиаса Майера. В общем зачёте Кубка мира Фойц занял девятое место (607 очков).

### Сезон 2021/22
В январе 2022 года на этапе Кубка мира в австрийском Кицбюэле победил в скоростном спуске, одержав 13-ю победу в карьере в этой дисциплине и заявив о серьёзных претензиях на успех в олимпийских состязаниях.
7 февраля 2022 года на Олимпийских играх в Пекине Фойц стал чемпионом в скоростном спуске, опередив на 0,10 сек француза Жоана Кларе. Фойц стал четвёртым в истории швейцарцем, выигравшим скоростной спуск на Олимпийских играх. На следующий день Фойц не сумел финишировать в супергиганте.
В Кубке мира Фойц занял 6-е место в общем зачёте (пятое подряд попадание в топ-10 общего зачёта), второе место в скоростном спуске (10-е в карьере попадание в топ-10 лучших в скоростном спуске в Кубке мира) и 6-е место в супергиганте (выше Фойц был только в сезоне 2011/12, когда он стал третьим).

### Сезон 2022/23
26 ноября 2022 года занял пятое место в скоростном спуске в Лейк-Луизе. В конце декабря 2022 года Фойц заявил, что завершит карьеру в январе 2023 года после этапов Кубка мира в Венгене и Кицбюэле. В Венгене Фойц занял 7-е место в супергиганте и 5-е место в скоростном спуске. Последний старт в карьере Фойца прошёл 21 января 2023 года в Кицбюэле, где он занял 16-е место в скоростном спуске (2,01 сек проигрыша победителю).

## Результаты на крупнейших соревнованиях

### Зимние Олимпийские игры
| Олимпийские игры | Скоростной спуск | Супергигант | Гигантский слалом | Слалом | Комбинация | Команды |
| ---------------- | ---------------- | ----------- | ----------------- | ------ | ---------- | ------- |
| 2014 Coчи        | 13               | 27          | —                 | —      | 15         | н/д     |
| 2018 Пхёнчхан    | 3                | 2           | —                 | —      | —          | —       |
| 2022 Пекин       | 1                | DNF         | —                 | —      | —          | —       |

### Чемпионаты мира
| Чемпионат мира           | Скоростной спуск         | Супергигант              | Гигантский слалом        | Слалом                   | Комбинация               | Команды                  | Паралл. гигантский слалом |
| ------------------------ | ------------------------ | ------------------------ | ------------------------ | ------------------------ | ------------------------ | ------------------------ | ------------------------- |
| 2011 Гармиш-Партенкирхен | 9                        | —                        | —                        | —                        | DNF2                     | —                        | н/д                       |
| 2013 Шладминг            | не выступал из-за травмы | не выступал из-за травмы | не выступал из-за травмы | не выступал из-за травмы | не выступал из-за травмы | не выступал из-за травмы | не выступал из-за травмы  |
| 2015 Вейл/Бивер-Крик     | 3                        | —                        | —                        | —                        | 14                       | —                        | н/д                       |
| 2017 Санкт-Мориц         | 1                        | 12                       | —                        | —                        | —                        | —                        | н/д                       |
| 2019 Оре                 | 4                        | 18                       | —                        | —                        | —                        | —                        | н/д                       |
| 2021 Кортина-д’Ампеццо   | 3                        | 10                       | —                        | —                        | —                        | —                        | —                         |

### Завоёванные Кубки мира
- Скоростной спуск (4) — 2017/18, 2018/19, 2019/20, 2020/21

### Победы на этапах Кубка мира (16)
| №  | Сезон   | Дата            | Место               | Дисциплина            |
| -- | ------- | --------------- | ------------------- | --------------------- |
| 1  | 2010/11 | 11 марта 2011   | Квитфьелль          | Скоростной спуск      |
| 2  | 2011/12 | 16 декабря 2011 | Валь-Гардена        | Супергигант           |
| 3  | 2011/12 | 14 января 2012  | Венген              | Скоростной спуск (2)  |
| 4  | 2011/12 | 11 февраля 2012 | Красная Поляна      | Скоростной спуск (3)  |
| 5  | 2011/12 | 2 марта 2012    | Квитфьелль          | Супергигант (2)       |
| 6  | 2015/16 | 16 марта 2016   | Санкт-Мориц         | Скоростной спуск (4)  |
| 7  | 2015/16 | 17 марта 2016   | Санкт-Мориц         | Супергигант (3)       |
| 8  | 2017/18 | 25 ноября 2017  | Лейк Луиз           | Скоростной спуск (5)  |
| 9  | 2017/18 | 13 января 2018  | Венген              | Скоростной спуск (6)  |
| 10 | 2017/18 | 27 января 2018  | Гармиш-Партенкирхен | Скоростной спуск (7)  |
| 11 | 2018/19 | 30 ноября 2018  | Бивер-Крик          | Скоростной спуск (8)  |
| 12 | 2019/20 | 7 декабря 2019  | Бивер-Крик          | Скоростной спуск (9)  |
| 13 | 2019/20 | 18 января 2020  | Венген              | Скоростной спуск (10) |
| 14 | 2020/21 | 22 января 2021  | Кицбюэль            | Скоростной спуск (11) |
| 15 | 2020/21 | 24 января 2021  | Кицбюэль            | Скоростной спуск (12) |
| 16 | 2021/22 | 23 января 2022  | Кицбюэль            | Скоростной спуск (13) |